# Königsberg (Biebertal)
Pour les articles homonymes, voir Königsberg (homonymie).

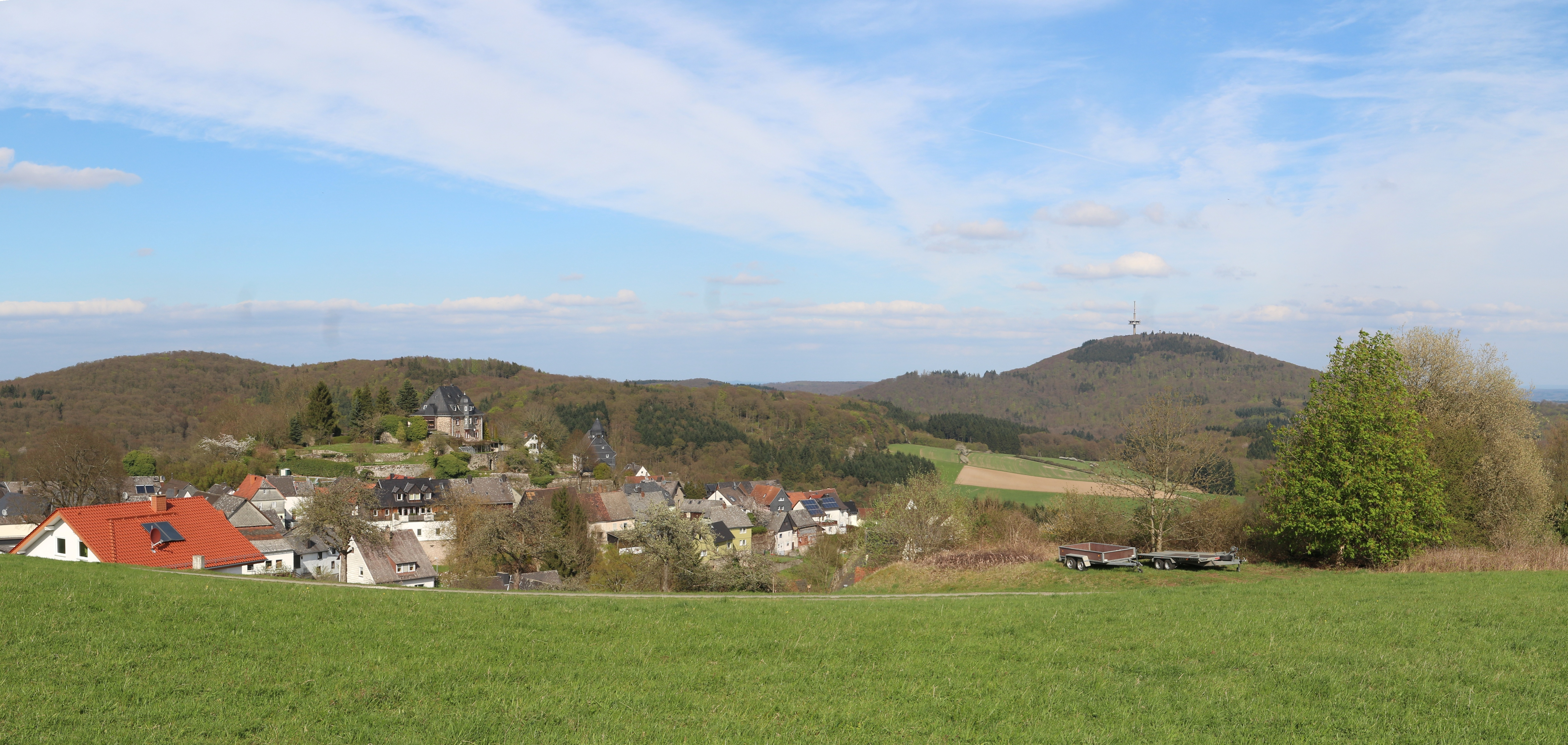
Königsberg à Biebertall.

Königsberg est un quartier de Biebertal dans l'arrondissement de Gießen en Allemagne.

## Géographie
Königsberg est situé dans le Gleiberger Land (de). C'est la partie la plus élevée de la municipalité. Deux affluents droits de la Lahn prennent naissance près de Königsberg, la rivière source Bieber Strupbach au nord et l'afflux direct Schwalbenbach au sud.

## Histoire

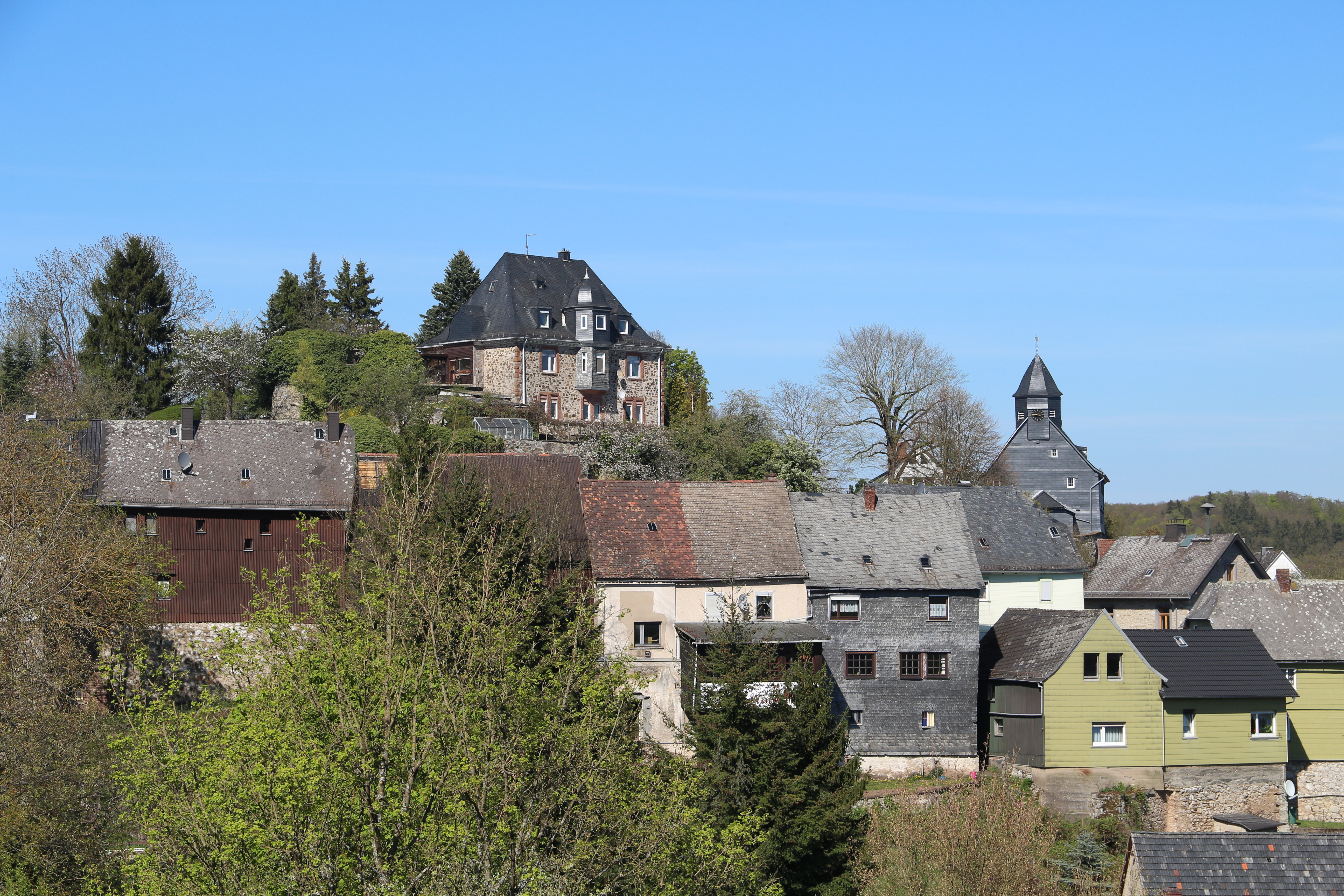
Sur les fondations de l'ancien Burg a été construit le château et à droite de celui-ci l'Église évangélique, qui façonnent le paysage urbain.

La plus ancienne mention de Königsberg date de 1260 dans le livre de documents du Deutschordensballei Hessen (de). À partir de 1500, la ville a obtenu des droits de cité. 

### Réforme territoriale
Dans le cadre de la réforme territoriale en Hesse, la commune indépendante de Königsberg a fusionné le 1er décembre 1970 volontairement avec les communautés de Fellingshausen, Krumbach, Rodheim-Bieber et Vetzberg pour former la nouvelle grande communauté de Biebertal. Pour Königsberg, comme pour toutes les anciennes municipalités indépendantes, des districts locaux avec des conseillers et des dirigeants locaux ont été créés. Le siège de l'administration municipale était Rodheim-Bieber.

### Formes historiques des noms
Dans les documents relatifs à Königsberg, la ville est mentionnée sous différents noms, avec l'année correspondante entre parenthèses :
- Kunegisberch, de (1260) [Wyss, Livre de documentation de Deutschordens-Ballei, 1, réimpression, no 164, p. 126]
- Koningisberg (1301)[réf. nécessaire]
- Kungesperg[réf. nécessaire]